# Clarice Orsini
Clarice Orsini (Monterotondo, c. 1453 - 30 de julho de 1488), foi a esposa de Lourenço de Médici e mãe do Papa Leão X. Filha de Jacopo (Giacomo) Orsini, Senhor de Monterotondo e de Bracciano e sua esposa Madalena Orsini. Nasceu nos Estados Pontifícios, ela é mais conhecida por ter sido mulher de Lourenço de Médici, de facto governante da República Florentina. Foi mãe do Papa Leão X.

## Biografia
Lourenço e Clarice casaram-se por procuração a 7 de fevereiro de 1469 e houve uma celebração que durou quatro dias. O casamento foi arranjado pela mãe de Lourenço, Lucrezia Tornabuoni, que desejava que o seu filho mais velho se casasse com uma mulher da nobreza, a fim de melhorar o estatuto social dos Médici. A sua união era algo rara na época uma vez que Lourenço e Clarice tinham quase a mesma idade. O dote de Clarice foi de 6.000 florins e esta chegou a Florença a 4 de junho de 1469.
A natureza política deste casamento fazia com que Clarice fosse chamada por cada lado da sua família para influenciar o outro. Tal incluiu Lourenço ajudar Rinaldo, o irmão de Clarice, a ser nomeado Arcebispo de Florença. Clarice ajudava ainda pessoas da região a fazer chegar os seus pedidos ao seu marido, que incluíam diminuir impostos e libertar familiares da prisão ou do exílio. Clarice usava ainda a sua rede de conhecimentos para conseguir informações sobre acontecimentos políticos e militares distantes.
A sua popularidade era bastante débil devido à sua estrita personalidade religiosa que se encontrava em profundo contraste com os ideais humanistas da época. No entanto, existem fontes e cartas que sugerem que havia um grande carinho e respeito entre ela e Lourenço, apesar de este ter uma amante, Lucrécia Donati, a quem dedicaria os seu poemas. Dos dez filhos nascidos do casal, três faleceram na infância.
Durante a Conspiração dos Pazzi, que visava assassinar Lourenço e o seu irmão Juliano de Médici, Clarice e os seus filhos foram enviados para Pistoia. Neste período, os Pazzi conseguiram assassinar Juliano, porém Lourenço sobreviveu ao ataque, assim o plano dos conspiradores de substituir os Médici enquanto governante de facto de Florença, falhou.
Clarice regressou a Roma inúmeras vezes para visitar os seus parentes, assim como Volterra, Colle di Val d'Elsa e Passignano sul Trasimeno entre outros locais da época, em 1480. Nestes locais era recebida como uma representante do seu marido, algo invulgar naquela época.
A 30 de julho de 1488 Clarice Orsini faleceu inesperadamente de tuberculose em Florença e foi enterrada dois dias depois. O seu marido não estava presente quando ela morreu, nem no funeral uma vez que estava bastante doente e encontrava-se em Bad Filetta a receber tratamentos. Numa carta ao Papa Inocêncio VIII, Lourenço escreveu que sentia muito a falta da mulher.

## Descendentes
O casal teve dez filhos, alguns dos quais tiveram fundamental importância sobre a história do Renascimento e de Florença;
- Lucrécia (1470 - 1553), casado Jacopo Salviati, foi a mãe de Maria Salviati e avó de Cosme I de Médici:
- O primeiro dos gémeos sem nome, morreu logo após o seu nascimento (em março de 1471);
- Pedro (1472 - 1503) Senhor de Florença, casou-se com Alfonsina Orsini;
- Madalena (1473 - 1519) casou-se com Franceschetto Cybo, filho do Papa Inocêncio VIII;
- Beatriz(1474 - 1474);
- João de Lourenço de Médici (1475 - 1521), tornou-se, posteriormente, o Papa Leão X;
- Luisa de Médici (1477 - 1488), prometida em casamento a João de Médici, morreu na adolescência;
- Antônia de Médici (1478 - 1515) casou-se com Piero Ridolfi;
- Juliano II de Médici (1479 - 1516), Duque de Nemours, casou-se com Filiberta de Saboia.

Provavelmente o fato de Clarice ser uma Orsini, juntamente com a riqueza da família Médici, tornou possível que João fosse nomeado cardeal e mais tarde Papa Leão X em 1513.
As crianças foram educadas por Angelo Poliziano durante algum tempo. Em 1478, este queria ensinar-lhes humanismo, latim e grego, mas Clarice insistiu que as suas lições deviam ser mais religiosas e dadas em italiano. Ela também retirou a família e o professor de Florença após o susto com a conspiração dos Pazzi, algo que irritou o professor. Em maio de 1479, Clarice tentou despedir o professor devido a uma alteração no programa de estudos, mas Lourenço continuou a pagar-lhe.